# Episodi di Squadra antimafia - Palermo oggi (sesta stagione)
La sesta stagione della serie televisiva Squadra antimafia - Palermo oggi è stata trasmessa in prima visione in Italia da Canale 5 dall'8 settembre al 10 novembre 2014..
| nº | Titolo                        | Prima TV Italia   |
| -- | ----------------------------- | ----------------- |
| 1  | Crisalide                     | 8 settembre 2014  |
| 2  | L'attentato                   | 15 settembre 2014 |
| 3  | La talpa                      | 22 settembre 2014 |
| 4  | Il passato di Rosy            | 29 settembre 2014 |
| 5  | La bomba al summit            | 6 ottobre 2014    |
| 6  | Sotto accusa                  | 15 ottobre 2014   |
| 7  | L'alleanza                    | 20 ottobre 2014   |
| 8  | Calcaterra in pericolo        | 27 ottobre 2014   |
| 9  | Che fine ha fatto Calcaterra? | 3 novembre 2014   |
| 10 | Resurrezione                  | 10 novembre 2014  |

## Crisalide
- Diretto da: Kristoph Tassin e Samad Zarmandili
- Scritto da: Sandrone Dazieri, Valter Lupo e Giorgio Nerone

### Trama
Indagando sulla morte di Arcadij Pojiatiev, detto Afrikanietz, il boss mafioso russo sfuggito alle forze dell'ordine alla fine della stagione precedente, Calcaterra e la squadra si imbattono nel sopravvissuto agente dei servizi segreti deviati Filippo De Silva. In realtà per ora solo Calcaterra crede nel fatto che sia ancora vivo. Adesso lavora per una cellula segreta di nome Crisalide ed incontra in carcere Veronica Colombo, promettendole la libertà: a quale prezzo? Intanto una nuova famiglia mafiosa si fa largo a Catania: si chiamano Ragno, sono giovani e, pur di crescere, sono disposti ad allacciare alleanze pericolose, tra cui quella con il boss mafioso Carmine Spinone: la famiglia è composta dai fratelli Ettore (appena uscito di prigione), Nicola e Rachele, assieme ai cugini Angelino e Saro.
Rosy Abate intanto è rinchiusa in una clinica psichiatrica sotto shock. Sandro, dopo essere stato in Svezia per curarsi la schiena, rientra a Catania e Calcaterra decide di infiltrarlo in carcere sotto falso nome per scoprire informazioni sui Ragno e sul boss Spinone.
Francesca si trasferisce a Catania, dopo essersi lasciata con Gaetano, e Vito sembra aver ritrovato una sua vecchia conoscenza, Carmela Ragno, madre di Angelino e Saro. I Ragno intanto, assaltano un furgone porta-gioielli e successivamente Rachele viene riconosciuta da una testimone. A Veronica Colombo vengono accordati gli arresti domiciliari, essendo scomparsa la prova del suo dna sul corpo di Leonardino Abate; azione chiaramente architettata da De Silva che le promette di essere scagionata dalle accuse. Marta, proprietaria di una libreria, assiste al tentato omicidio di uno strozzino,e i Ragno fanno un'azione dimostrativa, bruciando alcuni negozi e uccidendo alcuni picciotti degli altri clan. Calcaterra rientrato in casa viene aggredito da un uomo che tenta di ucciderlo, ma De Silva gli spara e rivolge a Domenico delle minacce: non deve indagare su Crisalide....
- Ascolti Italia: telespettatori 4.001.000  – share 17,29%[2]

## L'attentato
- Diretto da: Kristoph Tassin e Samad Zarmandili
- Scritto da: Sandrone Dazieri, Valter Lupo e Giorgio Nerone

### Trama
Calcaterra e la squadra riescono a dimostrare che De Silva è effettivamente vivo, mettendolo ufficialmente al centro delle indagini; intanto l'ex spia, per conto di Crisalide, sta facendo giungere dal Montenegro un carico di armi ed esplosivo. La squadra si mette alla ricerca di De Silva ma quest'ultimo viene avvisato da qualcuno dell'arrivo dei poliziotti, così che riesce a scappare.
Nel frattempo il clan Ragno continua la sua ascesa criminale a Catania, anche grazie all'ausilio di Veronica Colombo che fa ottenere loro i permessi per espandersi nel settore delle sale da gioco. Sandro è sotto copertura e cerca di avvicinarsi a Don Carmine Spinone, ma la cosa sembra complicata. Veronica viene avvertita da De Silva che in città dovrà scoppiare una bomba e la donna lo riferisce ai Ragno che accettano la collaborazione; Lara dice alla sorella di sapere tutto dei suoi rapporti con i Ragno e le chiede dove esploderà la bomba. Nicola Ragno, avendo visto Lara uscire concitata da casa della sorella, capisce che Veronica le ha rivelato la posizione della bomba e la minaccia; la politica lo uccide per difendersi. Intanto Calcaterra, dopo essere andato in clinica per parlare con Rosy Abate, che si trova in uno stato catatonico e non ricorda il suo passato da leader mafiosa, riesce a liberare la piazza, rimanendo colpito ma non gravemente; questo però grazie a un certo Arcieri che lo aiuta a evitare la strage. De Silva poco dopo si reca anche lui da Rosy per ricavarne delle informazioni su Crisalide, che la donna conosce già da molto tempo.
Nel contempo, le indagini su Crisalide vengono passate d'ufficio ai servizi segreti, proprio quello che Calcaterra voleva evitare.
- Ascolti Italia: telespettatori 4.334.000  – share 18,02%[3]

## La talpa
- Diretto da: Kristoph Tassin e Samad Zarmandili
- Scritto da: Sandrone Dazieri, Valter Lupo e Giorgio Nerone

### Trama
La Duomo grazie all'abilità di Sandro, ha la conferma che dietro alla guerra tra le famiglie mafiose dei Ragno e dei Rizzo c'è proprio Crisalide: infatti De Silva ha sfruttato la morte di Nicola Ragno per far ricaderne la colpa sui Rizzo e riaprire così la faida. Lo stesso De Silva ha somministrato dei farmaci a Rosy per farle tornare la memoria, ma la donna ha una reazione eccessiva e rischia di andare in coma: il medico curante riesce a salvarla però poi viene ucciso da De Silva. Calcaterra chiede l'aiuto di Palladino, ora in servizio in procura, per recuperare i documenti secretati delle attività di Crisalide, ma lo espone a grande pericolo. Nel frattempo Lara raggiunge Veronica ai domiciliari per convincerla a collaborare con la Duomo contro i Ragno, ma l arrivo di Ettore e Saro la costringono a cambiare idea. I Ragno intanto attendono l'arrivo di un carico di droga dalla Calabria, ma qualcuno avvisa Ettore Ragno della presenza della polizia sul luogo; è chiara la presenza di una talpa tra i membri della Duomo che avvisa delle operazioni De Silva. Ma i guai non sono finiti, perché il giudice Ferretti sospende Lara dal servizio in quanto sospetta voglia proteggere Veronica.
La talpa è Pulvirenti, il quale è costretto a far fuori Palladino pur di mantenere l'integrità di Crisalide; Francesca è distrutta per la perdita dell'ex compagno, ma ora sta iniziando una storia d'amore con Marta.
La Duomo scopre il covo dei Ragno in un agriturismo fuori città e si reca ad arrestare gli affiliati. Viene trovato il cadavere carbonizzato del medico di Rosy, ucciso da De Silva; quest'ultimo intanto prepara la Abate per un elettro-shock.
- Ascolti Italia: telespettatori 4.342.000  – share 17,67%[4]

## Il passato di Rosy
- Diretto da: Kristoph Tassin e Samad Zarmandili
- Scritto da: Sandrone Dazieri, Valter Lupo e Giorgio Nerone

### Trama
De Silva rapisce Rosy e la porta a casa sua rivelando la sua identità, ma un intervento dei Ragno fa fuggire la donna che si ritrova sola sotto un ponte mentre chiede aiuto alla polizia. Viene rapita di nuovo da De Silva che la porta sul luogo in cui è stato ammazzato il piccolo Leonardino, convinto che, solo rivivendo il trauma della morte del figlio, la Abate potrà recuperare la memoria e ricordare ciò che interessa a Crisalide. Ma Rosy tenta il suicidio lasciandosi andare in mare ripensando alla sua vita con Leo. De Silva però la salva e riesce a farle recuperare la memoria: la donna chiede di essere uccisa ma viene salvata da Calcaterra. La casa in cui sono rifugiati i Ragno assieme a Veronica, dopo che Ettore l'ha portata via con sé, viene assaltata dai Rizzo; la famiglia decide allora di accamparsi in alcune tende. Nel frattempo Lara avvisa Veronica che è in pericolo di vita da quando la famiglia Ragno è stata sostituita dai Rizzo nell'alleanza con De Silva e Crisalide, chiedendole di costituirsi ma la Colombo si dà alla latitanza insieme ad Ettore e Saro Ragno. Alla fine De Silva riesce ancora una volta a scappare; Domenico Calcaterra riabbraccia Rosy che non riesce ancora ad accettare la morte del figlio e distrutta dal dolore chiede di entrare in convento, non prima di avere fornito alla Duomo le stesse preziose informazioni su Crisalide già date a De Silva. I nostri ora sanno ma la copertura di Sandro in carcere salta, forse a causa della talpa e rischia anche di essere ucciso. Finalmente De Silva si reca da Marco Arcieri, ma all'arrivo della polizia scappa; Calcaterra finge che Arcieri sia morto per interrogarlo. Capito l'inganno Pulvirenti tenta di fuggire, ma è raggiunto dalla Duomo, così sequestra il questore Licata. La polizia ispeziona la sua casa e trova la pistola che ha ucciso anche Palladino; intanto De Silva uccide Pulvirenti spacciandolo per un suicidio. Nel frattempo i Ragno irrompono in un covo dei Rizzo e fanno strage. Viene celebrato il funerale di Palladino e una finta infermiera tenta d'uccidere Arcieri che però si salva e scappa. Alla fine si scopre che è stata Crisalide a liberare De Silva dal pozzo in cui i Mezzanotte l'avevano rinchiuso.
- Ascolti Italia: telespettatori 4.379.000  – share 17,78%[5]

## La bomba al summit
- Diretto da: Kristoph Tassin e Samad Zarmandili
- Scritto da: Sandrone Dazieri, Valter Lupo e Giorgio Nerone

### Trama
Calcaterra è contrario al parere di Rosy di rientrare in carcere. Mentre la Duomo sorveglia un piccolo covo dei Ragno, inizia uno scontro con i Rizzo e la polizia si ritrova in mezzo, riuscendo a catturare il braccio destro di Calogero Rizzo; mentre Francesca e Lara lo stanno portando in questura, però, viene ucciso in auto da un cecchino (De Silva).
I Rizzo sono appoggiati da De Silva che segue il piano del misterioso Grande Vecchio per costruire un nuovo ordine che unisca settori deviati dello stato e famiglie mafiose. Calcaterra sempre più ossessionato da Crisalide, cerca di ritrovare Arcieri, andando a ispezionare l'armadietto della palestra che frequentava sotto falso nome e incontrando poi l'ex compagna dell'uomo; quando riesce a rintracciare Arcieri, cerca di convincerlo a collaborare, ma l'uomo rifiuta. Teme per la sua vita e per quella della sua famiglia, e spiega al vicequestore che Crisalide è troppo forte per loro; per il momento Calcaterra rinuncia. Angelino è pentito dell'uomo che ha ucciso, mettendo la pulce nell'orecchio a Rachele: anche lei ora pensa che il fratello Nicola non sia morto per mano dei Rizzo, tanto più che la vedova del fratello le consegna l'autopsia. L'idea ora è che la responsabile sia proprio Veronica Colombo.
In carcere Don Carmine si sente male, viene trasferito in ospedale e al suo risveglio trova Rosy per convincerlo a collaborare, mandata dalla polizia; lei però gli propone di fuggire assieme, in cambio della testa di Veronica Colombo.
Rosy porta Don Carmine alla villa e, secondo un piano organizzato dalla polizia, lì il vecchio boss chiama Ettore per incontrarsi; Saro si accorge della presenza della polizia e i Ragno scappano, ma Ettore rimane ferito. Rosy intanto è riuscita a mettere una microspia nel giubbino di Angelino; quest'ultimo chiama Rachele e conduce la polizia dritta al summit tra famiglie mafiose.
Mentre Rachele e Veronica si stanno recando al summit, che si terrà in un ristorante, solo Veronica vi entra e scoppia una bomba nella quale la donna perde la vita. Angelino viene invece ferito in uno scontro con la polizia che seguiva i Ragno; Lara si dispera per la sorella, mentre Rachele si mostra soddisfatta per l'eliminazione della donna. Nel contempo De Silva e gli uomini di Don Basile (nuovo capo del summit, dopo la morte di Oreste Ferro) irrompono nella villa dei Rizzo e li uccidono tutti (Crisalide ha usato come esca i Rizzo per sterminare l'intera cupola in un colpo solo, quindi il summit è solo una trappola).
Angelino muore e Lara accusa Domenico di essere responsabile della morte di Veronica: se l'avessero arrestata prima non sarebbe morta (lui invece voleva concludere l'operazione per salvare Rosy).
- Guest star: Francesco Giuffrida (Bernardo Avola), Marta Zoffoli (D.ssa Ferretti).

- Ascolti Italia: telespettatori 4.530.000  – share 17,59%[6]

## Sotto accusa
- Diretto da: Kristoph Tassin e Samad Zarmandili
- Scritto da:

### Trama
Rosy, come collaboratore di giustizia, viene condotta in un luogo sicuro e presidiato dalla polizia: un vecchio edificio decadente e abbandonato; contemporaneamente in carcere Don Carmine si uccide e Sandro resta colpito. Calcaterra deve incontrare un informatore, ma è una trappola e viene arrestato per corruzione; professa ai colleghi la sua innocenza, qualcuno lo ha incastrato.
Mantia, 'il grande vecchio', presenta De Silva agli altri membri di Crisalide, e propone un attentato che, dopo il caos, permetta di ristabilire l'ordine, ma è proprio Filippo il primo a non essere d'accordo, lui ha un altro piano.
Durante la perquisizione a casa di Domenico, Sandro e Vito scoprono nel garage una Porsche, oltre 30.000 euro e due pistole con la matricola abrasa; i compagni comunque gli credono e decidono di andare fino in fondo a indagare, solo Francesca dimostra qualche dubbio.
Lara intanto informa Domenico che le impronte sulle pistole e sui soldi ritrovati nel garage sono sue, ma lui continua a dire che è Crisalide a volerlo incastrare, lei è dubbiosa.
De Silva incontra Don Basile per organizzare le nuove mosse, intanto i pusher dei Ragno e quelli di Basile si pestano i piedi a vicenda. Rosy non vuole recarsi al paese prescelto dalla polizia per la sua protezione, lei preferisce un luogo dove pregare ed espiare.
I Ragno uccidono alcuni uomini di don Basile davanti a un bar e la polizia indaga, mentre De Silva cattura l'alleato dei Ragno che ha fornito delle informazioni per l'operazione; Calcaterra invece sta dietro a un uomo di Don Basile che dovrebbe passargli delle dritte per arrivare al boss. L'uomo però viene ucciso mentre la polizia gli sta dietro.
Ettore e Saro finiscono in trappola (organizzata da De Silva) e rimangono feriti.
Un altro uomo accusa Calcaterra di estorsione e il vicequestore sbotta con Licata che lo sospende per i suoi comportamenti violenti, per esempio aggredendo un giornalista e un uomo dei Basile che aveva ucciso il neo-informatore di Calcaterra; successivamente Domenico ammette con Lara le sue colpe: ha fatto tutto quello di cui è accusato, perché vuole fermare Crisalide e l'unico modo è non rispettare le regole (i soldi gli servivano per corrompere, senza passare per le vie ufficiali, mentre le armi le avrebbe usate in caso di bisogno). Lara chiude con lui e se ne va.
A casa Domenico trova Rachele Ragno che gli chiede di allearsi con la famiglia e distruggere Crisalide.
Dopo una notte d'amore con Rosy, Calcaterra incontra Sandro che lo deve arrestare; Domenico gli chiede di stare vicino a Lara, lo colpisce e poi fugge via. Intanto noi scopriamo che Calcaterra è in combutta con Arceri e ha inscenato tutta la storia della corruzione per ingannare allo stesso tempo i suoi uomini e i mafiosi ed infiltrarsi così nella famiglia dei Ragno.
- Ascolti Italia: telespettatori 4.173.000  – share 16,86%[7]

## L'alleanza
- Diretto da: Kristoph Tassin e Samad Zarmandili
- Scritto da:

### Trama
De Silva cerca di stringere alleanza con gli altri membri di Crisalide chiedendo a Mantia di riunirli. Calcaterra è un infiltrato, si allea e stringe un patto con la famiglia Ragno per preparare un attacco contro il clan di don Basile. La Duomo convince un testimone a collaborare con loro per arrivare a don Basile ma, quando sta per testimoniare e raccontare la verità, il testimone cambia idea perché riceve un'offerta vantaggiosa da Rachele che viene accompagnata da Calcaterra, ormai infiltrato. Rachele inizia a sedurre Calcaterra, Lara e Sandro rientrano in casa e la donna viene colpita alle spalle dal braccio destro di don Carmine morto suicida, Gennaro Pastrone, ma Sandro riesce ad ucciderlo. Calcaterra va in ospedale di nascosto per avere informazioni sull'ex compagna. Rachele lo viene a sapere e rimprovera l'ex poliziotto, ma continua a fidarsi di lui. Al ritorno purtroppo, arrivano a dover percorrere un tratto di strada che è bloccata da una volante, posizionata lì per fare un posto di blocco. Calcaterra per non essere scoperto ed identificato,deve scappare ma riesce a seminarli in macchina insieme a Rachele. Lara vede le registrazioni delle telecamere e capisce che Calcaterra è sotto copertura e si reca da lui, puntandogli una pistola alle spalle, mentre insieme ai Ragno Domenico sta spiando Privitera,il braccio destro di Don Basile. Con l informazione avuta dal testimone sanno che Privitera si incontra con una donna.
- Ascolti Italia: telespettatori 4.371.000  – share 16,48%[8]

## Calcaterra in pericolo
- Diretto da: Kristoph Tassin e Samad Zarmandili
- Scritto da:

### Trama
Calcaterra continua la vita da infiltrato ed è in serio pericolo: da una parte deve rimanere alleato con i Ragno per arrivare a De Silva e dall'altra deve riuscire a salvare delle vite, ma senza far insospettire Ettore che ormai si fida di lui. Nel frattempo Rachele Ragno e Calcaterra, che è stato portato lì da Rachele con già quell'intenzione, passano una notte di passione insieme in un capannone di legno, ma vengono visti da Lara. Francesca scambia il suo primo bacio con Marta che fugge via da Catania. Nel frattempo De Silva prende in ostaggio la cugina di Ettore per far arrivare il mafioso. Lara individua la posizione di Domenico, ma continua a dargli fiducia. Ettore elimina il clan di Don Basile e la Duomo viene informata da Lara che Calcaterra è sotto copertura all'oscuro però della Magistratura. Ettore viene informato da De Silva che Calcaterra nonostante abbia compiuto il giuramento di fedeltà alla mafia rimane un agente che sta operando sotto copertura. Per fare capire che è vero gli mostra il cadavere di Arcieri,e non un pirata informatico come lo aveva presentato Calcaterra. Così Ettore si reca al nascondiglio della sua famiglia dove si trova anche Domenico e gli spara ferendolo e facendolo cadere in mare sanguinante. Lara passa una notte con Sandro.
- Ascolti Italia: telespettatori 4.554.000  – share 17,49%[9]

## Che fine ha fatto Calcaterra?
- Diretto da: Kristoph Tassin e Samad Zarmandili
- Scritto da:

### Trama
Ettore, dopo aver saputo da De Silva che Calcaterra era un infiltrato, gli spara cogliendolo di sorpresa. Il corpo di Calcaterra non si trova. Lara e la Duomo continuano a cercarlo e nel frattempo continuano le indagini sui Ragno che si devono recare ad un summit organizzato da Crisalide con il trafficante messicano Miguel Laredo e il clan dei Pesce. Calcaterra è vivo e si reca nel convento dove si trova Rosy: l'ex mafiosa decide di aiutarlo, prima guarendolo dalle ferite e poi scappando con la moto con l'intento di raggiungere Rachele Ragno. Rachele, però, ha seguito i fratelli al summit e Rosy viene colta di sorpresa da uno dei Ragno che era rimasto di guardia. Rosy si libera del molestatore uccidendolo con un solo calcio e riesce a chiamare Calcaterra che lo avverte di compiere un gesto alquanto misterioso. Al summit la Duomo irrompe uccidendo Ettore Ragno e arrestando il cugino Saro; solo Filippo De Silva e Rachele Ragno riusciranno a salvarsi. Lara capisce che Calcaterra è vivo e che si trova nel convento dove c'è l'Abate ma l'uomo è fuggito. Lo stesso fa Rachele, che si dispera per la morte di Ettore e l'arresto di Saro. Filippo De Silva, seguito di nascosto da Domenico, si reca da Mantia, e nel frattempo Calcaterra avvisa Lara per telefono ma trova ad aspettarlo una conoscente della Duomo che tutti credevano morta, Veronica Colombo, la quale ha ucciso Mantia, l'uomo a capo dell'organizzazione Crisalide. Ora Veronica Colombo controlla Crisalide insieme al suo amante Spagnardi, ex collaboratore di Mantia, e ha in mano il destino di Filippo De Silva.
- Ascolti Italia: telespettatori 4.709.000  – share 18,19%[10]

## Resurrezione
- Diretto da: Kristoph Tassin e Samad Zarmandili
- Scritto da:

### Trama
La Duomo riesce ad eliminare la maggior parte degli uomini presenti di Crisalide ma Veronica Colombo riesce a scappare e viene vista da sua sorella Lara. Domenico si reca da De Silva, che poco prima era stato minacciato da uomini mascherati, dove riceve una chiave con i nomi di agenti dormienti di Crisalide, dopo che De Silva ha parlato con Lara al telefono chiedendo di lui. Calcaterra viene reintegrato dai servizi segreti. Il nuovo direttore dei servizi viene ucciso da una degli agenti di Crisalide. Indagando sugli agenti scoprono che il questore Licata sta per essere ucciso, ma viene salvato da Lara. Intanto in città vengono nascoste quattro bombe e la Duomo inizia a cercarle, De Silva e Domenico riescono a trovarne una, Lara e Sandro un'altra e Francesca e Vito una terza. De Silva mette la quarta bomba nell'auto di Calcaterra e apparentemente esplode anche lui, alcuni suoi oggetti vengono trovati dalla polizia. Intanto Rosy è tornata in convento come aiutante di un sacerdote e vede la notizia della bomba al telegiornale. Spagnardi va al convento dove si trova Rosy: lui, insieme ad una sua complice travestita da suora, minaccia Rosy, poi la stringe al collo e ordina di ucciderla. Quindi la finta suora cerca di eliminarla con un pugnale ma misteriosamente Rosy si salva ed elimina i due complici, uccidendo la donna e ferendo gravemente l'uomo. Rosy si reca dalla madre superiora e le dice che ha deciso di prendere i voti: questa la avverte che in futuro potrebbe avere dei rimpianti ma l'ex mafiosa è decisa. Veronica viene arrestata, Lara inizia una relazione con Sandro e lo stesso vale per Francesca e Marta. Rachele vede le notizie in tv per strada e sente che Veronica è ancora viva ed è arrabbiata per il fallimento. Intanto il cadavere di De Silva e la chiave dell'archivio di Crisalide sono scomparsi. Rosy, in una visione immaginaria, ha una commovente chiacchierata con la defunta amica-poliziotta Claudia Mares, morta qualche anno prima in un'esplosione e la donna, dopo averla rassicurata che il figlioletto è con lei, scompare con i suoi misteri. Calcaterra, ferito, cerca di fermare Rosy che sta prendendo i voti, ma viene catturato misteriosamente fuori dal convento. Rosy davanti a Dio decide di diventare suora e dedicarsi a Lui. Girandosi, abbozza uno sguardo serio, pensieroso, forse avvertendo la presenza dell'amato Calcaterra.
- Ascolti Italia: telespettatori 4.747.000  – share 18,88%[11]